# Барон Блісс
Генрі Едвард Ернест Віктор Блісс, 4-й Барон Блісс (англ. Henry Edward Ernest Victor Bliss, 4th Baron Bliss, знаний як Барон Блісс англ. Baron Bliss); нар. 16 лютого 1869 — пом. 9 березня 1926) — мандрівник та філантроп британського походження, який заповів майже два мільйони белізьких доларів цільовому фонду, що діє в інтересах громадян на той час колонії Британський Гондурас, нині незалежної країни Беліз.

## Життєпис
Генрі Едвард Ернест Віктор де Баррето народився в місті Марлоу (Бакінгемшир) в Англії. Він був інженером за професією і після смерті свого батька в 1890 році успадкував титул 4-й барон де Баррето Португальського королівства. Його батько в свій час успадкував землі в Іспанії і Португалії від дядька, полковника Карло Антоніо Баррето, за умови, що він змінить своє ім'я. Під час Першої світової війни Генрі повернувся до першого батьківського прізвища Блісс, і був відомий згодом як Барон Блісс. Ймовірно Блісс був успішним в своїй кар'єрі, але не відомо, як він отримав свій стан, чи завдяки своїй діловій хватці, чи завдяки спадку, що залишив його батько, або комбінації обох факторів.
У віці 42 років (1911 рік) Блісс був паралізований нижче талії, ймовірно, через поліомієліт, і був прикутий хворобою до інвалідного візка. Попри це, барон залишався активним. Він був по-видимому був завзятим моряком, його перша яхта була конфіскована для військових цілей під час Першої світової війни. Коли війна закінчилася, Блісс залишався достатньо багатим, щоб піти у відставку і присвятити свій час риболовлі та відпочинку, з цією метою він замовив нову 120-ти футову яхту у відомого шотландського яхтового дизайнера Альфреда Майлна, яку він охрестив англ. Sea King II. У 1920 році Блісс попрямував на Багами, де перебував протягом п'яти років. Тим часом, його дружина герцогиня Етель Аліс Блісс залишилася в Англії, живучи за рахунок статків чоловіка. У пари не було дітей.
Попри те, що Блісс мав деяку власність на Багамах, йому врешті-решт набридло багамське суспільство і він вирішив рухатися далі. Залишивши позаду Багами, він вирушив до Тринідаду і пробув там короткий час зійшовши на берег після серйозного харчового отруєння. Вирішивши прийняти попереднє запрошення від свого друга Віллоубі Буллока, який був на той час генеральним прокурором британського Гондурасу, Блісс попрямував на захід, зупинившись на Ямайці, ймовірно, для отримання першої медичної допомоги. Барон прибув порт в порт міста Беліз 14 січня 1926 року.
Здоров'я Бліссу почало поліпшуватися протягом наступних декількох тижнів, і він провів більшу частину цього часу плаваючи на своєму баркасі навколо берегової лінії. Проте, всього за кілька днів до свого 57-го дня народження, його здоров'я погіршилося, за словами лікарів він був смертельно хворий. Саме в цей час, він вирішив залишити більшу частину свого стану в країні, і підписав нову чернетку свого заповіту 17 лютого 1926 року. Кілька тижнів потому, він помер на своїй яхті, так і ніколи не висадившись на материковий Беліз. Він був похований в місті Белізі, в місці, що тепер знане як Блісс парк. Це було тимчасове поховання, пізніше він був перепохований в гранітної гробниці недалеко від моря, з маяком поблизу, побудованого за рахунок коштів його майна. Інструкції поховання були чітко сформульовані у заповіті.

## Заповіт Блісса
На момент його смерті, майно Блісса коштувало майже 1 мільйон фунтів стерлінгів (1,8 мільйони белізьких доларів). Біля 480 тисяч белізьких доларів було стагнуто Сполученим Королівством у вигляді податку на спадщину. Його заповіт давав конкретні інструкції на те, як гроші повинні були бути використані на благо громадян Британського Гондурасу. Крім маленьких довічних ануїтетів дружині Блісса та родичам у Англії, а також його прислузі, решта коштів була поміщена в траст, який був довірений губернатору, головному секретарю та генеральному прокурору Британського Гондурасу.
Початкові кошти мали бути інвестовані в британські акції та цінні папери, і тільки прибуток міг бути витрачений. Кошти не повинні були витрачені на церкви, танцювальні зали чи школи, за винятком сільськогосподарських та професійно-технічних навчальних закладів. Сто фунтів стерлінгів мало бути виділено щорічно для організації регати, яка відтоді проводиться щороку на «День Барона Блісса». Своєрідною умовою було те, що жоден американець не може бути довіреною особою або працівником довіреної особи. Ніяких пояснень щодо цієї умови не було додано.
Протягом багатьох років, траст надав більш двох мільйонів на фінансування проєктів, в тому числі Інститут Бліссу, Школа медсестер Бліссу, та інших капітальних проєктів по всій країні. Станом на 2011 рік, фонд все ще оцінюється близько 1,5 мільйони доларів.

## День Барона Блісса

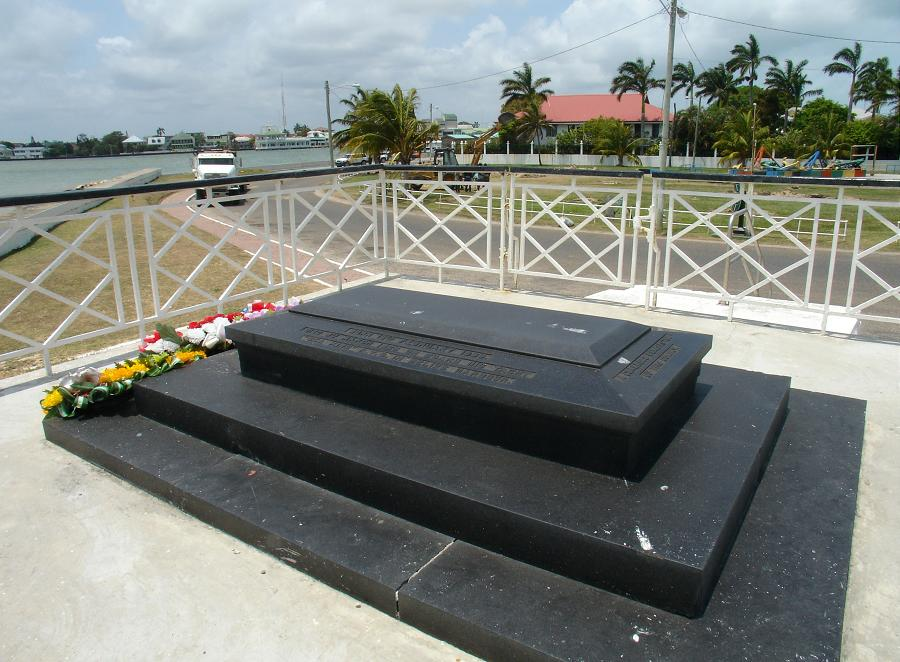
Могила барона Блісса в Белізі.

Незабаром після смерті Барона Блісса, уряд оголосив 9 березня національним державним святом — днем «Барона Блісса» (англ. Baron Bliss Day). У листопаді 2008 року свято було перейменовано в «День національних героїв і благодійників», і в даний час відзначається в понеділок ближчий до 9 березня, якщо день не випадає на суботу.